# Paraepepeotes gigas
Paraepepeotes gigas es una especie de escarabajo longicornio del género Paraepepeotes, tribu Monochamini, subfamilia Lamiinae. Fue descrita científicamente por Aurivillius en 1897.

## Descripción
Mide 25-40 milímetros de longitud.

## Distribución
Se distribuye por Malasia.